# Tisch

Verstellbarer Schreib- und Zeichentisch

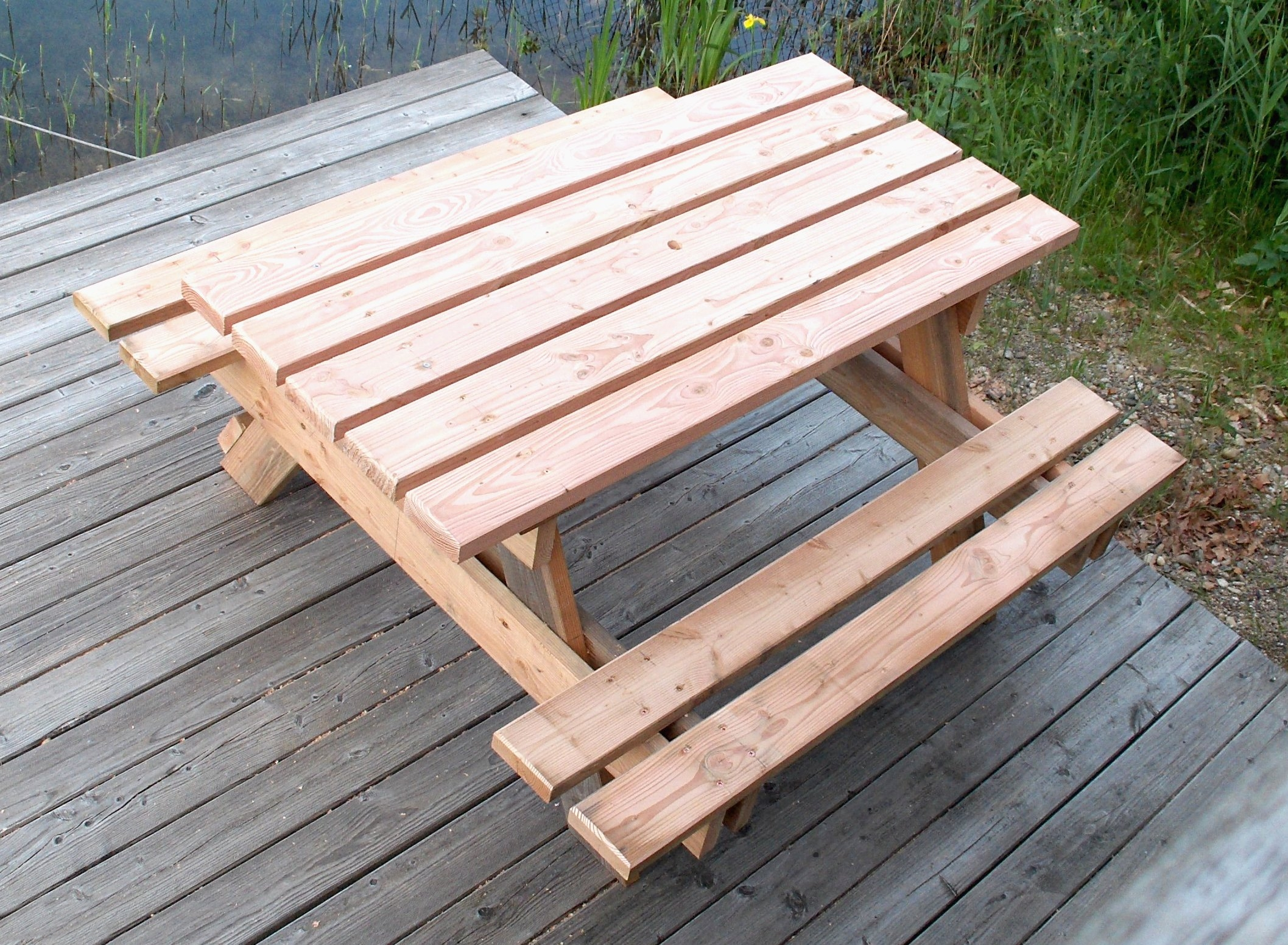
Kombination von Tisch und Bänken, häufig im Freien anzutreffen

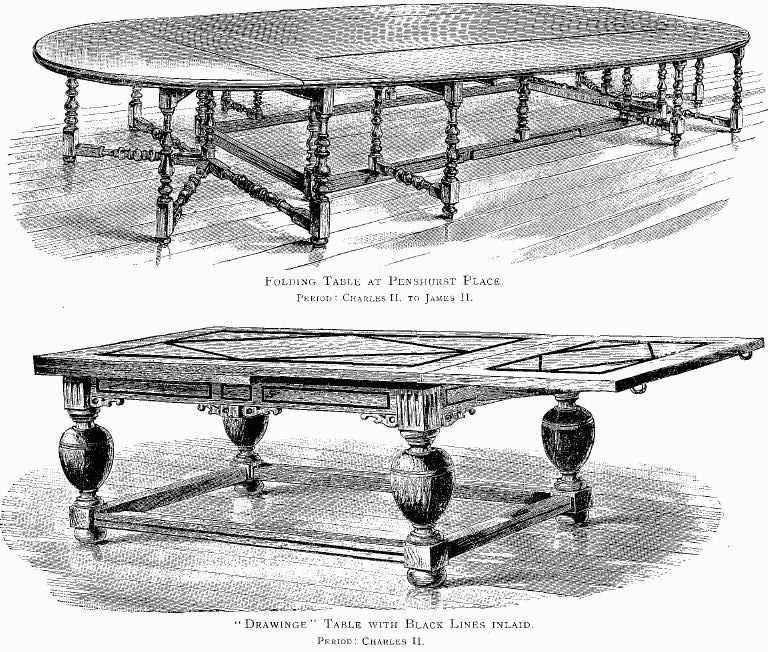
Große englische Tische aus dem 17. Jh.

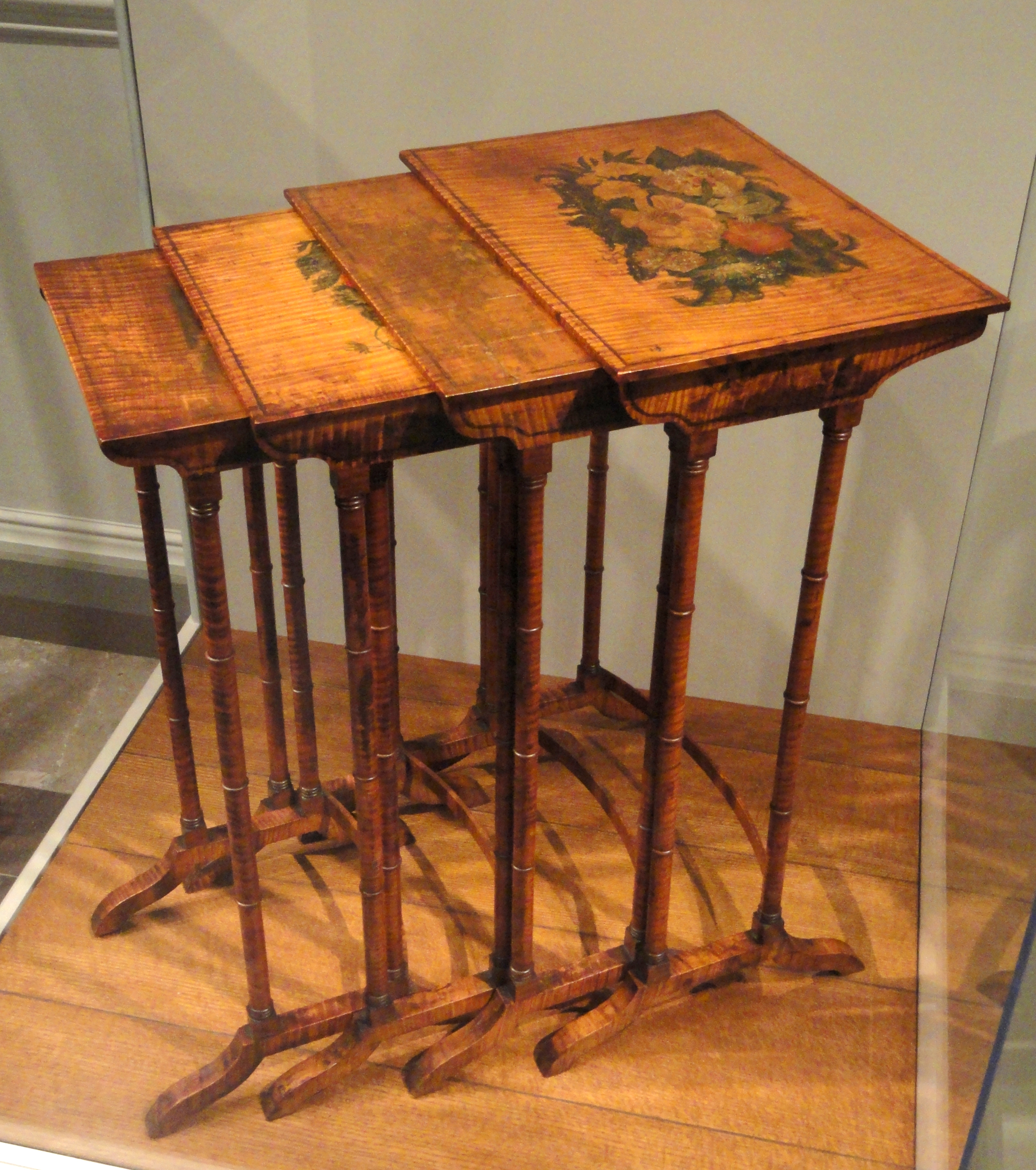
Ein Set abgestufter Beistelltische aus dem frühen 19. Jh., USA

Ein Tisch ist ein Möbelstück mit einer Tischplatte, die von einem oder mehreren Tischbeinen oder auf andere Art von Wand, Boden oder Decke getragen wird.
Die Tischbeine traditioneller Holztische bildeten mit einem verbindenden Holzrahmen das Tischgestell (Zarge).
Ein Tisch dient typischerweise zum Ablegen bzw. Abstellen von Speisen und Geschirr (Esstisch) oder Arbeitsmaterialien (Schreibtisch, Arbeitstisch).
Tische können verstellbar sein:
- die Tischplatte von Pulten, Schreibtischen und Zeichentischen kann oft in der Höhe verstellt und angekippt werden, um das Arbeiten zu erleichtern,
- die Platte eines (Aus-)Klapptischs kann platzsparend eingefaltet oder hoch- bzw. abgeklappt werden,
- erweiterbare Tische können durch seitlich oder mittig einsteckbare, herausziehbare oder auffaltbare Flächen vergrößert werden
- ein Schiebetisch ist entweder eine verschiebliche Tischplatte (z. B. ein Auszug unter einer Küchenarbeitsplatte), Teil einer Werkzeugmaschine (Maschinentisch) oder ist insgesamt verschiebbar (z. B. auf Rollen oder Führungsschienen).

Ein oder zwei Beine genügen, um eine Tischplatte zu tragen, wenn diese durch Füße oder eine Fußplatte am Umfallen gehindert werden.
Ein Tisch benötigt keine Beine, wenn er an der Wand oder einem anderen Möbelstück befestigt oder von der Decke abgehangen wird.

## Etymologie
Die Etymologie von ‚Tisch‘ ist: mittelhochdeutsch tisch, althochdeutsch tisc ‚Tisch‘, ‚Schüssel‘ (um 800). Das Wort findet sich auch in altsächsisch disk, mittelniederdeutsch disch, mittelniederländisch disc, desc, niederländisch dis, altenglisch disc ‚Servierplatte‘, ‚Essteller‘, ‚Schale‘, ‚Schüssel‘ und letztlich auch im Englischen als dish ‚Schüssel‘, ‚Platte‘, ‚Gericht‘, ‚Speise‘ und desk ‚Schreibtisch‘. Es ist entlehnt aus dem lateinischen discus ‚Wurfscheibe‘, ‚flache Schüssel‘, ‚Platte‘, griechisch dískos (δίσκος) ‚Wurfscheibe‘, ‚Platte‘, ‚Teller‘, ‚scheibenartiger Gegenstand‘. Es handelt sich um eine Bildung mit dem sk-Suffix zum griechischen dikeín (δικεῖν) ‚werfen‘.
Der Bedeutungswandel von ‚Scheibe‘, ‚Platte‘, ‚Schüssel‘ zu ‚Tisch‘ erklärt sich daraus, dass der Tisch zur germanischen Zeit aus einer auf einem Gestell befindlichen kleinen hölzernen Platte bestand, die zugleich als Essschüssel diente und bei den Mahlzeiten vor jeden einzelnen gestellt wurde.
Auch aus dem Bergischen Land sind Platten aus Eichenholz bekannt, in die Mulden geschnitzt waren, die als Schalen dienten.

## Geschichte
In der römischen Antike war die mensa citrea ein sehr wertvoller Tisch aus dem Holz des Sandarakbaums.

## Funktion

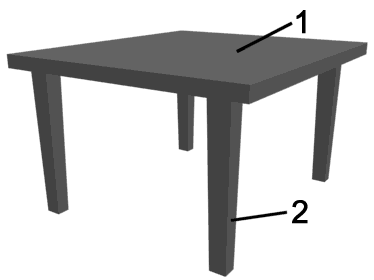
Schematische Darstellung eines vierbeinigen Tisches
1: Tischplatte
2: Tischbein oder Stollen

Tische werden meist verwendet, um Gegenstände, Geräte und andere zu bedienende Elemente auf eine erhöhte Position zu bringen, um leichter auf sie zugreifen zu können. Auch Personen können auf diese Weise leichter erreicht werden, vgl. Operationstisch und Wickeltisch.
Ein Tisch kann aber auch als Werkzeug dienen, beispielsweise als Vermessungsinstrument. So dienten Tische mit verstellbaren Beinen bzw. einer höhenverstellbaren Platte und einem auf der Platte montierten Fernglas zur präzisen Vermessung und Kartografierung von Landschaften (Messtisch). Ein weiteres Beispiel ist die Hobelbank.
Das am häufigsten im westlichen Kulturkreis mit dem Tisch in Verbindung gebrachte Möbelstück ist der Stuhl, der meist vor den Tisch gestellt wird, um am Tisch zu sitzen. Es gibt aber auch Tische, die im Stehen benutzt werden (Stehtische bei Empfängen, Bistrotische). Niedrige Tische werden nur zum Abstellen von Dingen genutzt, etwa im Wohnbereich die Couchtische, Beistelltische, Rauchertische, Blumentische, Nachttische. Rauchertische haben eine Messingplatte, um die Tischplatte vor Brand zu schützen.
In Asien gebräuchlich sind ferner Tische, zu deren Seiten man sich (auch ohne Stuhl) hinsetzt. Der Kotatsu-Tisch in Japan wird zusätzlich auch als Wärmequelle benutzt.
In der Antike war es üblich, sich an Tische zu legen. Siehe hierzu auch: Esskultur im Römischen Reich
Größere Tische, an denen man Speisen verzehrt, nennt man auch Tafel. So gab es bis ins 19. Jahrhundert die Gesindetische, an denen die Bediensteten aßen, während die Herrentafel der Herrschaft vorbehalten war.

## Aufbau

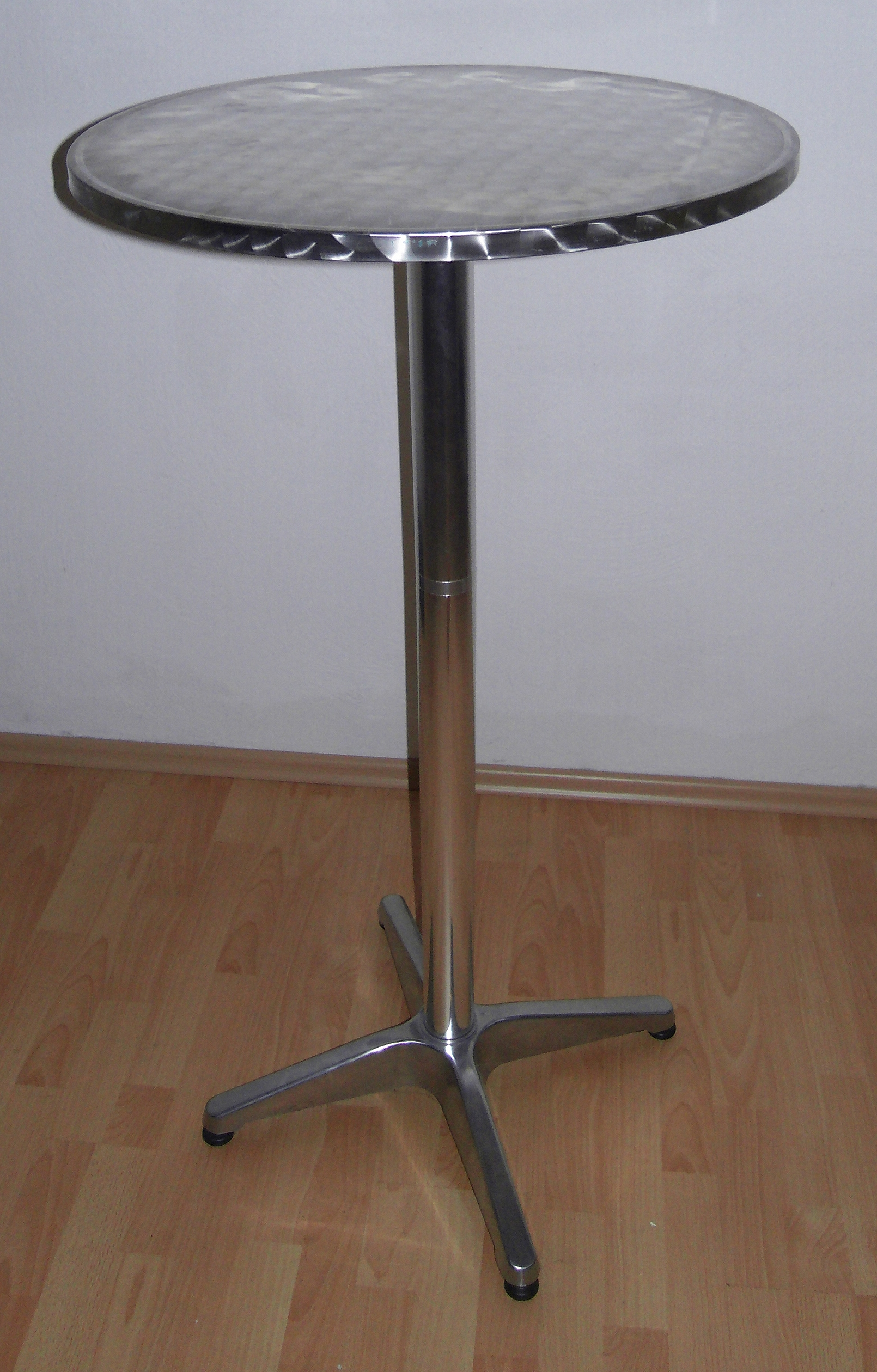
Bistrotisch als Stehtisch aus Metall

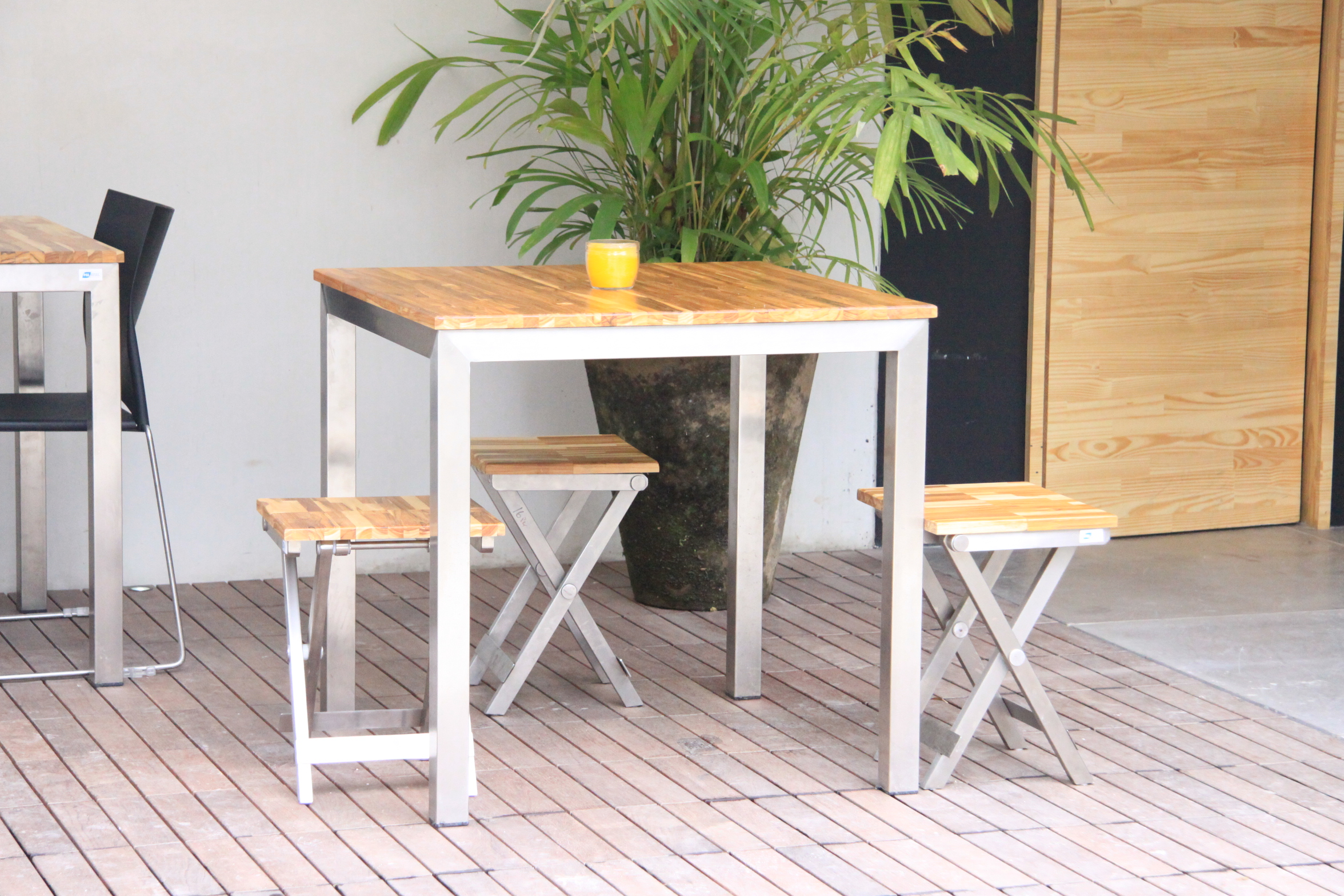
Gartentische aus Edelstahl

Ein Tisch mit vier durch Zargen miteinander verbundenen Tischbeinen hat den Nachteil, bei unebener Unterlage wackeln zu können. Hingegen kann ein Tisch mit nur drei Beinen nicht wackeln, denn er ist grundsätzlich statisch bestimmt gelagert. Es gibt auch Varianten mit zwei oder einem Bein und unterschiedlich gestalteten Tischplatten. Weniger als drei Beine erfordern eine Fußplatte. Bei der Variante mit nur einem Tischbein heißt dieses Stempelfuß.
Ein Tisch kann aus jedem festen Material bestehen, in der Regel wird er jedoch aus Holz hergestellt. Weitere häufig verwendete Materialien sind Glas, Metall, Stein, diverse Kunststoffe und Beton.
Viele Tische haben Schubladen oder Fächer, in denen an diesem Tisch verwendete Gegenstände gelagert werden können. Eine Tischform, bei der diese Entwicklung sehr weit geht, ist der Sekretär. Diese Bauform wird jedoch immer weniger verwendet, da viele Gegenstände auf Arbeitstischen durch den Einsatz von Computern überflüssig wurden. Nicht zufällig heißt die Benutzeroberfläche verschiedener Computer Desktop (engl. für Tischoberfläche).
Tische können auch mit einem Auszug versehen sein, dadurch kann die Tischoberfläche vergrößert werden. Diese Technik findet meist bei Esstischen Verwendung, sodass zusätzliche Personen am Tisch Platz nehmen können. Gängige Varianten sind die Ansteckplatten, Kopfauszug sowie der Kopfkulissenauszug. Die Ansteckplatten können an den entsprechenden Aussparungen an den Kopfenden angesteckt werden. Der Kopfauszug ist unterhalb der Tischplatte angebracht, wird mittels Zarge am Kopfende herausgezogen und dort auf Tischplattenniveau fixiert. Als stabilste Variante gilt der Kopfkulissenauszug. Die Rahmenkonstruktion wird samt Tischbeinen auseinandergezogen, die nun sichtbaren Einlegeplatten werden angehoben und bilden die Tischplattenvergrößerung.
Zeichen- und Schreibtische werden oft mit einer Vorrichtung versehen, durch deren Hilfe der Neigungswinkel und/oder die Höhe der Arbeitsplatte (meist auch Tischhöhe genannt) verstellt werden kann.

## Standards und Normen für Bauweise und Sicherheit
- EN 527 Büromöbel – Büro-Arbeitstische
- EN 581 Außenmöbel – Sitzmöbel und Tische für den Camping-, Wohn- und Objektbereich
- EN 1730 Möbel – Tische – Prüfverfahren zur Bestimmung der Standsicherheit, Festigkeit und Dauerhaltbarkeit
- EN 13150 Arbeitstische für Laboratorien – Maße, Sicherheitsanforderungen und Prüfverfahren
- BS 4875 Furniture. Strength and stability of furniture. Methods for determination of stability of non-domestic storage furniture (British Standard)

## Funktionen
Ein Stammtisch dient als regelmäßiger Treffpunkt einer Gruppe von Personen, deren Treffen selber ebenfalls als Stammtisch bezeichnet wird.
Der Gabentisch ist ein Tisch, auf dem Geschenke ausgebreitet werden, insbesondere bei Feiern oder Festen wie Weihnachten oder Geburtstagen.

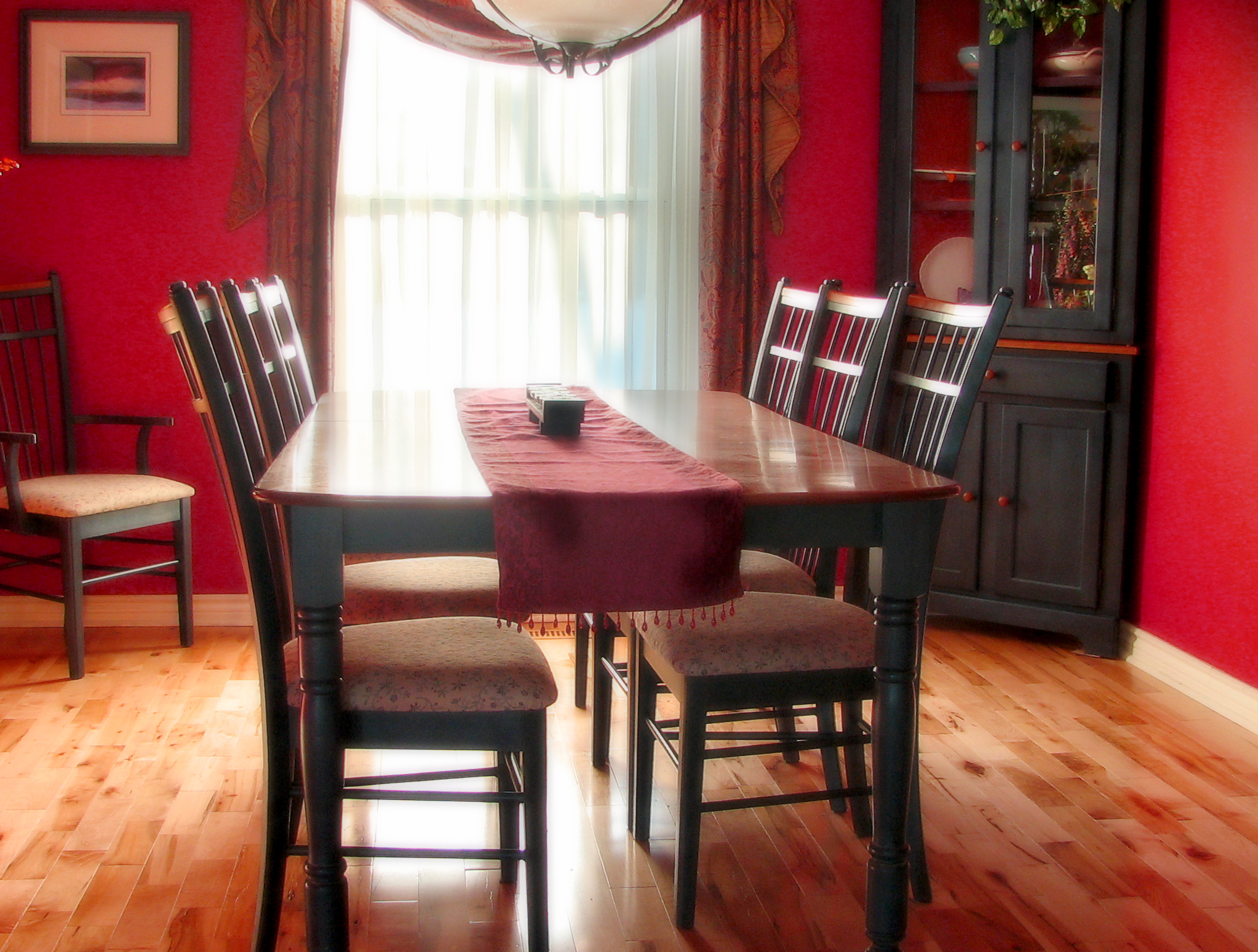
Esstisch

### Esstisch
Das gemeinsame Familienessen dient dem Austausch und Beisammensein. Geschäftsessen können eine soziale Funktion haben oder zur Besprechung von geschäftlichen Themen dienen. Beim gemeinsamen Essen wird Freundschaft gepflegt.
Der Esstisch wird zu besonderen Gelegenheiten festlich dekoriert. Tafelgeschirr, Bestecke und besonderer Tischschmuck bilden hierbei einen repräsentativen Rahmen, der auch den Stellenwert der eingeladenen Gäste dokumentieren soll.
In vielen Kulturen ist dem Anrichten und der Einnahme der Mahlzeiten ein eigener Tisch von entsprechender Größe gewidmet.
Ein typischer mitteleuropäischer Esstisch hat eine Höhe von 72 bis 80 Zentimetern. Auf einem Stuhl sitzend ist es so möglich, die Arme auf der Tischplatte abzulegen. Ein rechteckiger Esstisch ist meist 80 bis 120 cm breit. An der Längsseite wird pro Person gewöhnlich eine Breite von 60 bis 70 cm vorgesehen.
In der traditionellen mittel- und fernöstlichen Wohnkultur, wo man im typischen Fall auf dem Boden statt auf Stühlen sitzt, beispielsweise in Japan, sind die Tische dementsprechend niedrig.
Ein Esstisch besteht meist aus Holz, seltener auch aus Kunststoff, Metall oder Naturstein. Die Tischplatte kann auch ganz oder teilweise aus dekorativen Materialien wie Marmor, Keramik oder Glas gefertigt werden.
Siehe auch: Tischsitten, Tischgedeck, Tischdecke, Eindecken

### Arbeiten
Heutige Tätigkeiten finden überwiegend im Sitzen an einem Bürotisch statt, was zu gesundheitlichen Problemen führen kann. Früher wurden viele Tätigkeiten auch an Stehtischen ausgeführt.
Spezielle Arbeitstische sind der Nähtisch und der Maschinentisch.

### Verhandlungen

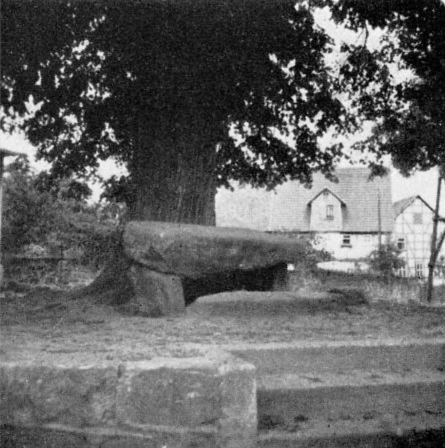
Mittelalterlicher Steintisch unter der Linde am Gerichtsplatz in Lohfelden-Vollmarshausen

Je nach Bedeutung der Gesprächspartner und der behandelten Themen bei Verhandlungen kommt Verhandlungstischen auch eine symbolische Bedeutung zu.
Um die Ebenbürtigkeit der Verhandlungspartner zu betonen, nehmen diese an einem runden Tisch platz.
Manche Tische haben einen festen Platz für Personen mit bestimmten Funktionen und eine Seite für Besucher bzw. Antragsteller. In Ämtern war es früher oft üblich zu stehen, während der Beamte saß.

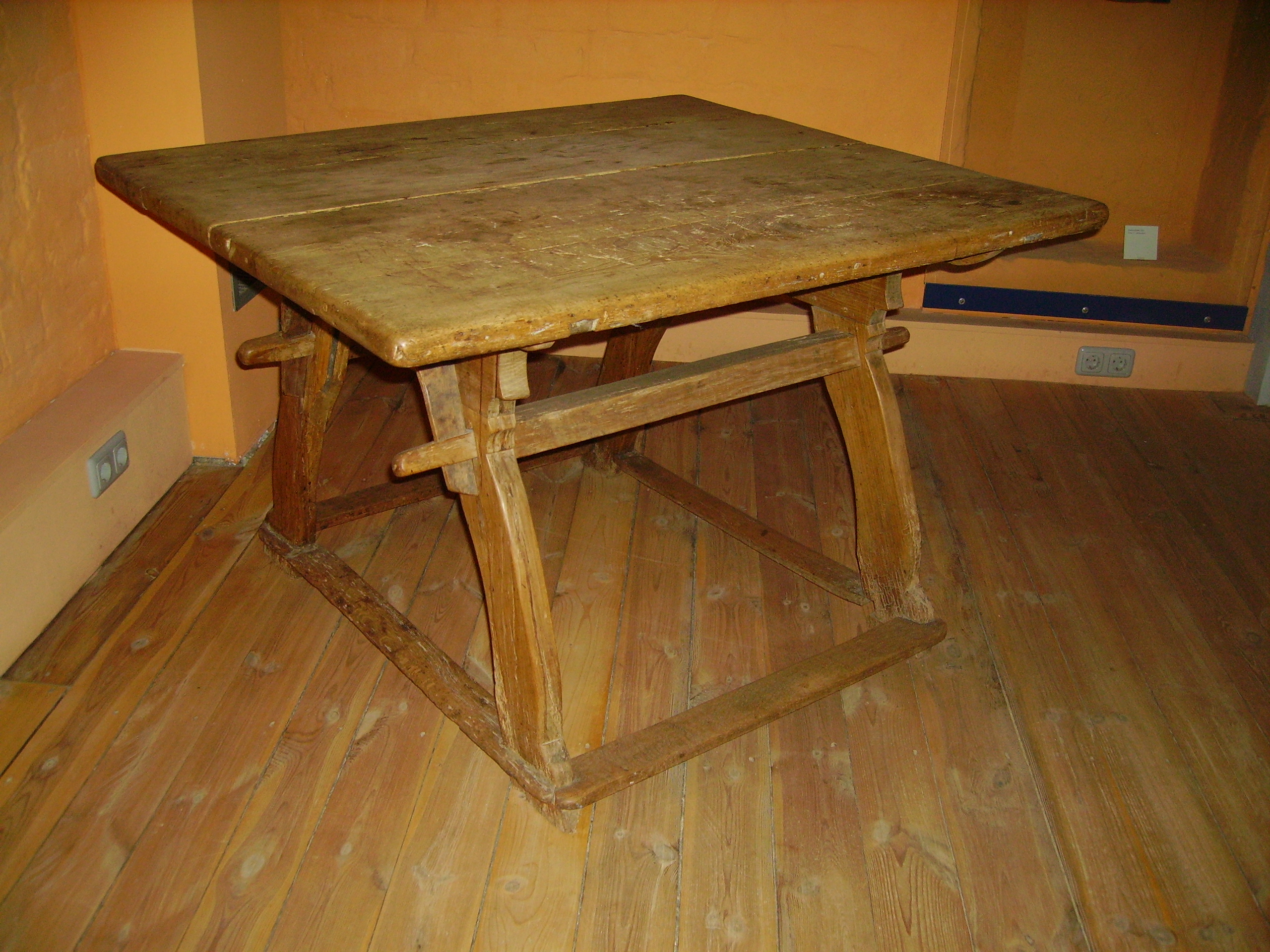
Tisch aus dem 17. Jahrhundert (Museum Wittstock)

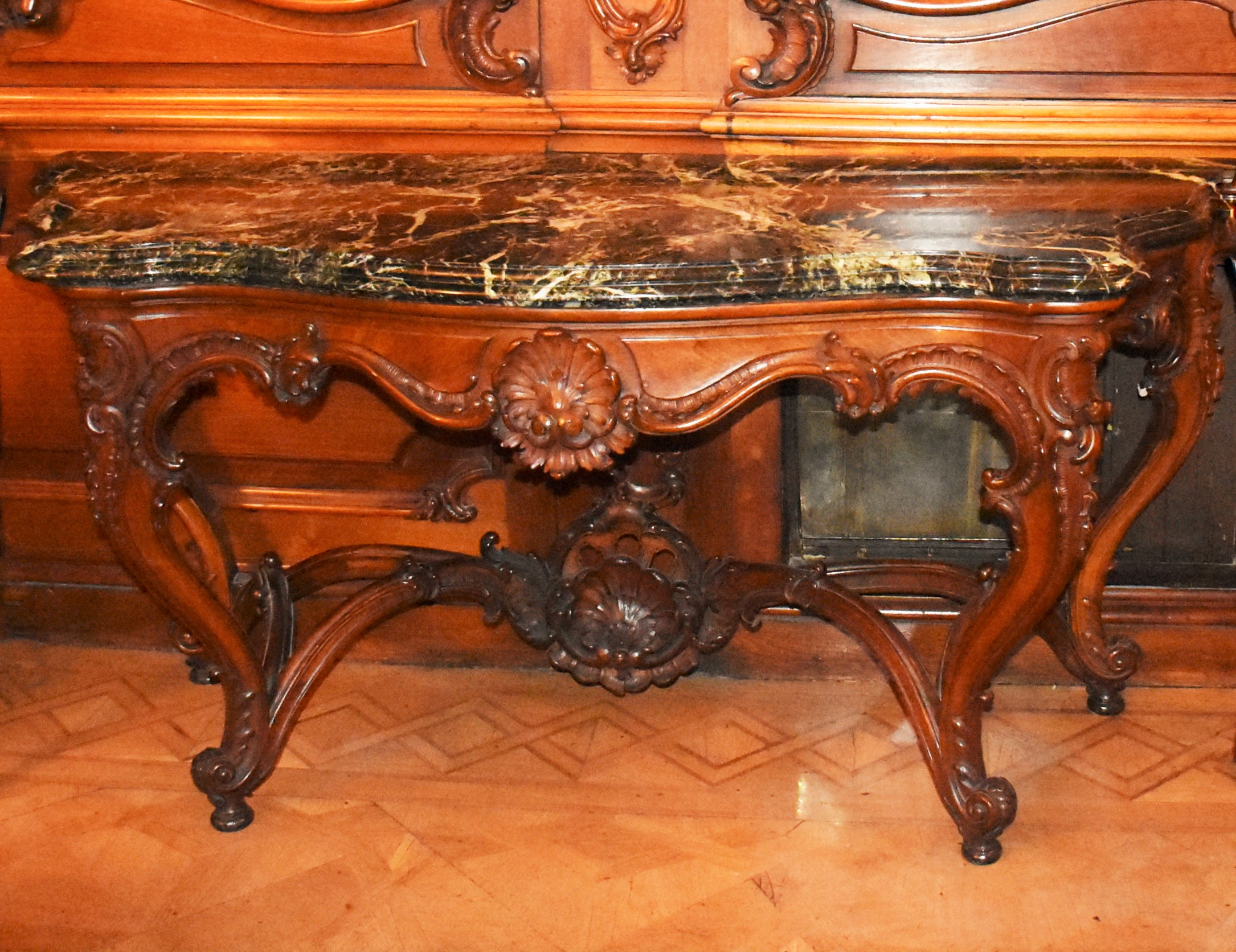
Ein reich verzierter Konsolentisch

### Spiel

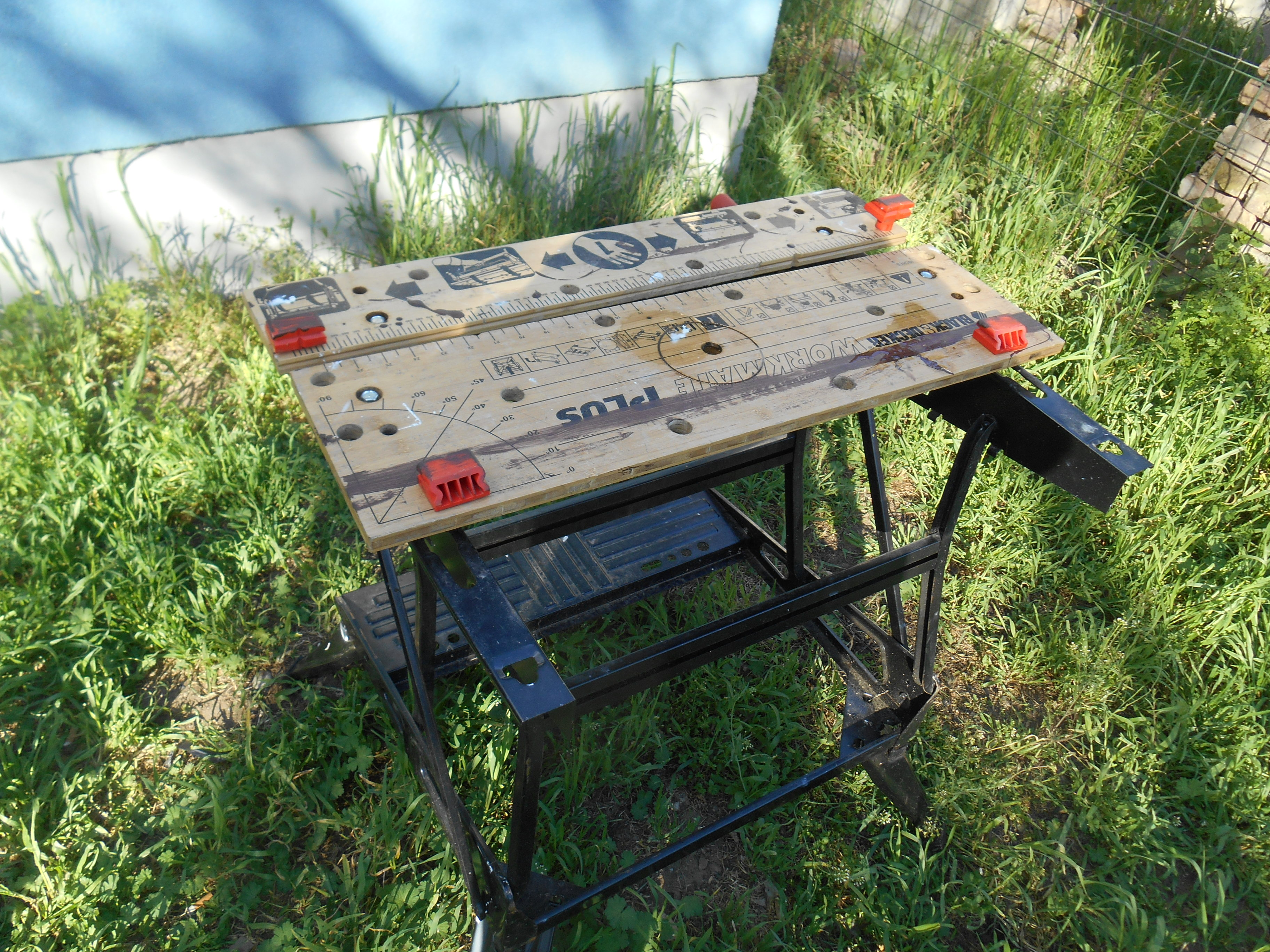
Ein portabler Multifunktionstisch

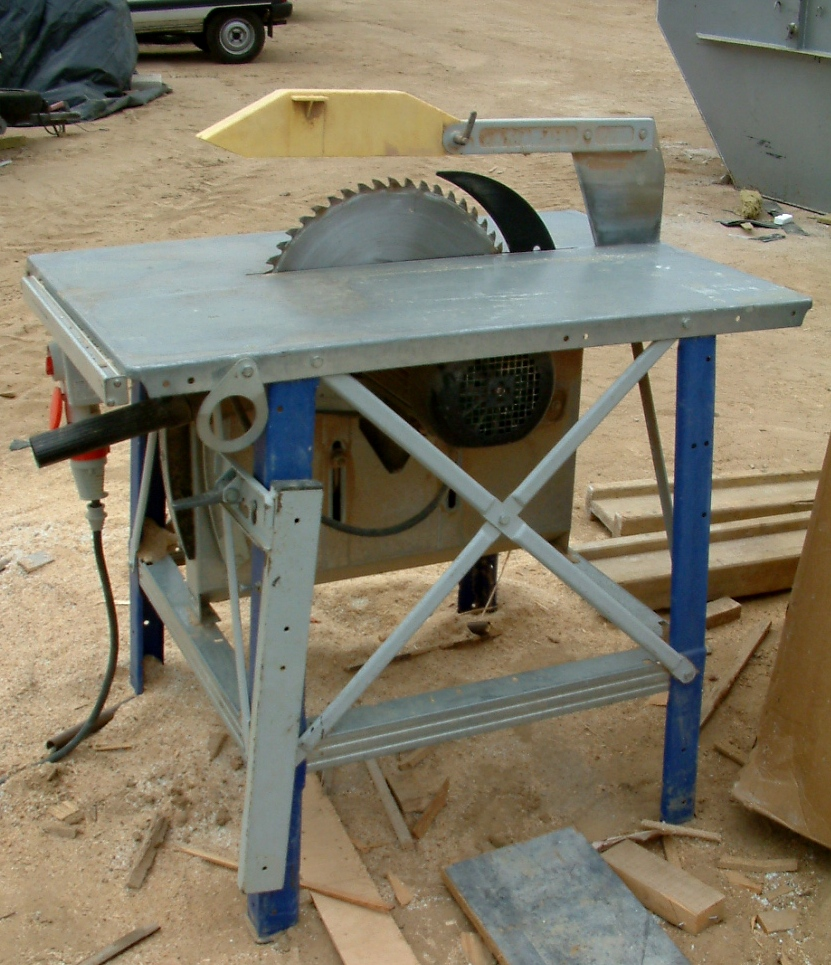
Tischkreissäge

Für manche Spiele wurden eigens spezielle Tische entworfen (Billard, Roulette, Tischtennis) oder es ist ein Tisch notwendig, um sie zu spielen (Fingerhakeln). Für andere Spiele gibt es ebenfalls spezielle Tische, obwohl sie für das Spiel nicht zwingend notwendig sind (z. B. Schachtische mit Spielbrett und Aufbewahrungsmöglichkeit für Figuren).

### Multifunktionstische

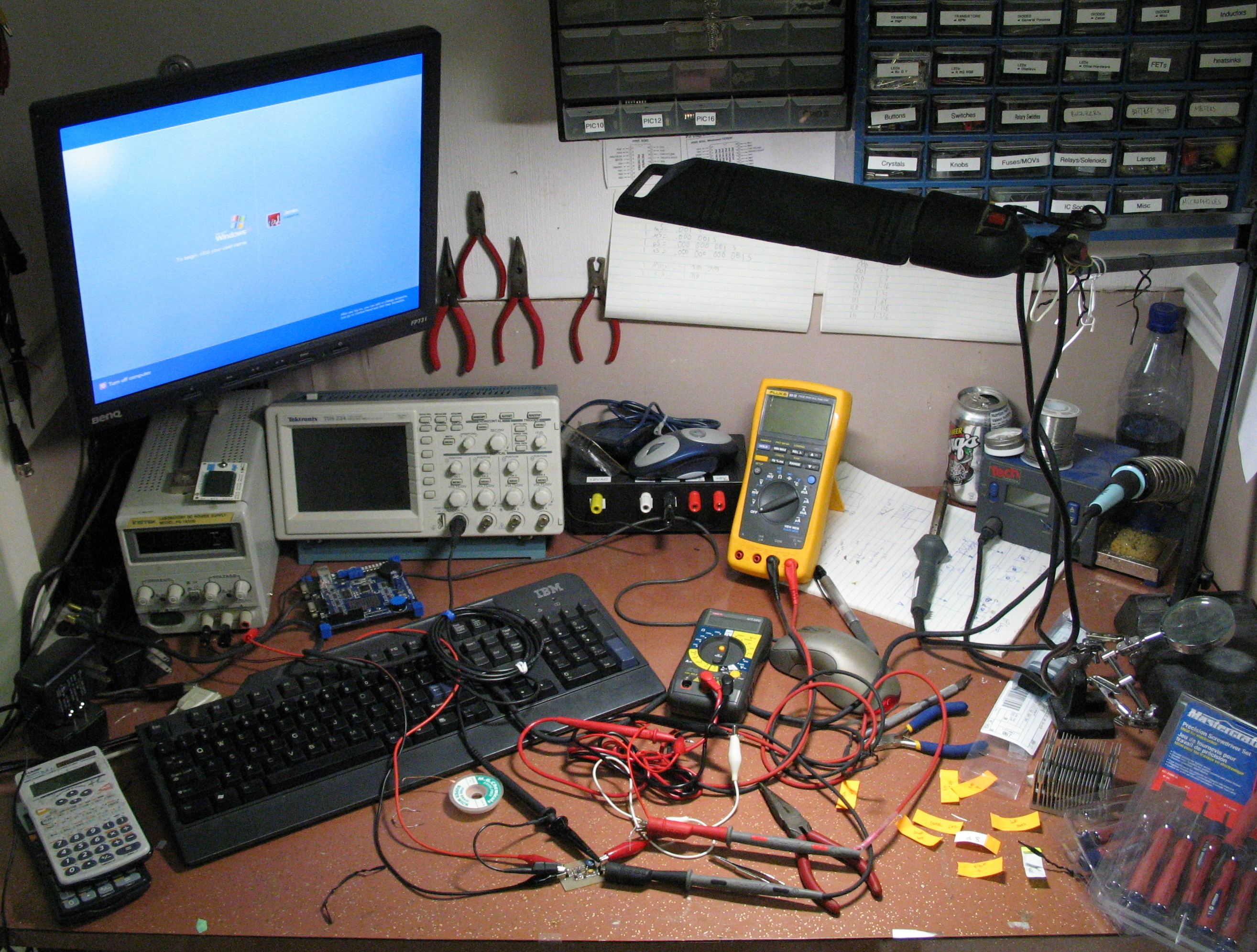
Arbeitstisch eines Elektronik-Amateurs mit typischen Werkzeugen – ein Werk- und Basteltisch kann auch als persönlicher Rückzugsort dienen

Multifunktionstische sind für verschiedene Nutzungsarten geeignet und können teilweise entsprechend umgebaut werden.
Manche Spieltische eignen sich zur Verwendung als Tischfußballtisch, Billardtisch, Tischtennisplatte oder Air-Hockey-Tisch.
Mache Schreibtische können durch Aufrichten der Tischplatte als Zeichentisch oder Staffelei verwendet werden.
Auch Werkbänke, die sich für verschiedene Anwendungsgebiete umbauen lassen, werden als Multifunktionstisch bezeichnet.

## Redewendungen
In vielen Sprachen existiert die Redewendung „die Füße unter einen Tisch“ zu stellen. Dieser Satz impliziert auch ein Besitz- und Abhängigkeitsverhältnis. Jemand „stiftet“ einen Tisch und eine Mahlzeit und schafft einen Ort der Sicherheit, für die eine gewisse Gegenleistung erwartet wird. Diese kann zum Beispiel Respekt (dem Familienoberhaupt), Folgschaft (einem Fürsten) oder auch materieller Natur (Restaurant) sein.
Wie in vielen anderen Sprachen auch haben sich viele Redewendungen rund um den Tisch entwickelt:
- „Zu Tisch!“: Das Essen ist fertig, Aufforderung zur Versammlung und zum Hinsetzen;
- „Tisch decken“: Besteck und Geschirr nach gesellschaftlichen Normen auf den Tisch legen;
- „unter den Tisch trinken“: Jemanden beim gemeinsamen Konsum von Alkohol dazu bringen, mehr zu trinken, als er/sie verträgt.
- „die Füße unter den Tisch stellen“: bei jemandem wohnen, essen und leben;
- „unter dem Tisch“: heimlicher Verkauf;
- „jemanden über den Tisch ziehen“: jemanden betrügen (vgl. auch Fingerhakeln);
- „reinen Tisch machen“: eine Sache klären, die Voraussetzung für einen Neubeginn der Kommunikation schaffen (die Wendung entstand wahrscheinlich aus der Fehldeutung von „tabula rasa“);
- „vom Tisch sein/kommen/müssen“: ein Problem wurde beseitigt, ein Thema ist nicht mehr relevant oder es wird oder muss erledigt werden;
- „auf den Tisch hauen“: sich energisch durchsetzen;
- „am grünen Tisch“: praxisfern;
- „am runden Tisch sitzen“: eine Besprechung, bei der Vereinbarungen symbolisch gleichberechtigt getroffen werden (sollen); vgl. hierzu Runder Tisch;
- „jemandem etwas auf den Gabentisch legen“ – im übertragenen Sinn: jemandem wird (metaphorisch) ein Geschenk gemacht, zum Beispiel bei Verhandlungen.